# Peniophorella tsugae
Peniophorella tsugae ist eine Ständerpilzart aus der Familie der Fältlingsverwandten (Meruliaceae). Sie besitzt teppichartige, membranöse Fruchtkörper von weißlicher Farbe und wächst auf Totholz von Nadel- und Laubbäumen. Die Art ist holarktisch verbreitet.

## Merkmale

### Makroskopische Merkmale
Peniophorella tsugae besitzt für die Gattung Peniophorella typische, resupinate, membranös-wachsartige Fruchtkörper. Sie sind weißlich oder hell gräulich bis ockerfarben. Ihr Hymenium ist unter dem bloßen Auge glatt, lässt unter der Lupe aber Poren erkennen. Die Ränder der Basidiocarpien besitzen keine klaren Konturen.

### Mikroskopische Merkmale
Wie bei allen Peniophorella-Arten ist die Hyphenstruktur von Peniophorella tsugae monomitisch, weist also nur generative Hyphen auf. Die 3–4 µm breiten Hyphen sind hyalin, dick- oder dünnwandig und stark verzweigt, die Septen weisen stets Schnallen auf. Die Zystiden der Art fallen in zwei verschiedene Gruppen: Spindelförmig, zugespitzt, 50–80 × 6–10 µm groß und über die Basidien hinausragend sowie köpfchenförmig, 30–50 × 5–8 µm groß und mit bräunlichen Tröpfchen besetzt. Die Basidien der Art sind keulenförmig, besitzen vier Sterigmata und messen 20–35 × 5–6 µm. An der Basis besitzen sie eine Schnalle. Ihre Sporen sind ellipsoid und leicht gebogen, hyalin und dünnwandig. Sie messen 8–10 × 4–5 µm, sind inamyloid und besitzen stets einen Fortsatz.

## Verbreitung
Die bekannte Verbreitung der Art umfasst mit Europa und Nordamerika ein holarktisches Areal.

## Ökologie
Peniophorella tsugae wächst auf morschem Totholz von Nadel- und Laubbäumen, etwa an Schwarz-Erle (Alnus nigra), Pinie (Pinus pinea) oder Kanadischer Hemlocktanne (Tsuga canadensis).